# Duke Nukem (gra komputerowa)
Duke Nukem – gra komputerowa stworzona i wydana przez Apogee Software w 1991 roku. Głównym bohaterem produkcji jest tytułowa postać – Duke Nukem.

## Fabuła
Gra Duke Nukem jest osadzona w realiach 1997 roku, czyli niedalekiej przyszłości (gra została wydana w 1991). Dr Proton jest szaleńcem zdeterminowanym do przejęcia kontroli nad całym światem przy pomocy swojej armii robotów. Duke Nukem, jako samozwańczy bohater, zostaje wynajęty przez CIA do powstrzymania naukowca. Pierwsze epizody rozgrywają się w zdewastowanej scenerii miasta Los Angeles. W drugim epizodzie Duke podąża za dr. Protonem do jego tajnej bazy na Księżycu. Natomiast w trzecim epizodzie dr Proton ucieka w przyszłość a w pościg za nim wyrusza Duke, by położyć kres szalonym planom doktora.